# Патрісія Бермудес
Патрісія Бермудес (ісп. Patricia Bermúdez; нар. 5 лютого 1987, Сантьяго-дель-Естеро, провінція Сантьяго-дель-Естеро) — аргентинська борчиня вільного стилю, чемпіонка, срібна та п'ятиразова бронзова призерка Панамериканських чемпіонатів, бронзова призерка Панамериканських ігор, триразова чемпіонка Південної Америки, срібна призерка Південноамериканських ігор, учасниця двох Олімпійських ігор.

## Біографія
Боротьбою почала займатися з 2009 року. Виступає за спортивний клуб «Бока Хуніорс», Буенос-Айрес.

## Спортивні результати на міжнародних змаганнях

### Виступи на Олімпіадах
| Змагання                                   | Збірна    | Вагова категорія          | Місце |
| ------------------------------------------ | --------- | ------------------------- | ----- |
| Боротьба на літніх Олімпійських іграх 2012 | Аргентина | жіноча боротьба, до 48 кг | 17    |
| Боротьба на літніх Олімпійських іграх 2016 | Аргентина | жіноча боротьба, до 48 кг | 5     |

### Виступи на Чемпіонатах світу
| Змагання                        | Збірна    | Вагова категорія          | Місце |
| ------------------------------- | --------- | ------------------------- | ----- |
| Чемпіонат світу з боротьби 2010 | Аргентина | жіноча боротьба, до 48 кг | 14    |
| Чемпіонат світу з боротьби 2011 | Аргентина | жіноча боротьба, до 48 кг | 32    |
| Чемпіонат світу з боротьби 2013 | Аргентина | жіноча боротьба, до 48 кг | 12    |
| Чемпіонат світу з боротьби 2014 | Аргентина | жіноча боротьба, до 48 кг | 8     |
| Чемпіонат світу з боротьби 2015 | Аргентина | жіноча боротьба, до 48 кг | 16    |
| Чемпіонат світу з боротьби 2017 | Аргентина | жіноча боротьба, до 48 кг | 13    |
| Чемпіонат світу з боротьби 2021 | Аргентина | жіноча боротьба, до 50 кг | 19    |
| Чемпіонат світу з боротьби 2022 | Аргентина | жіноча боротьба, до 50 кг | 7     |

### Виступи на Панамериканських чемпіонатах
| Змагання                                   | Збірна    | Вагова категорія          | Місце  |
| ------------------------------------------ | --------- | ------------------------- | ------ |
| Панамериканський чемпіонат з боротьби 2007 | Аргентина | жіноча боротьба, до 48 кг | 10     |
| Панамериканський чемпіонат з боротьби 2010 | Аргентина | жіноча боротьба, до 51 кг | 4      |
| Панамериканський чемпіонат з боротьби 2011 | Аргентина | жіноча боротьба, до 48 кг | Срібло |
| Панамериканський чемпіонат з боротьби 2012 | Аргентина | жіноча боротьба, до 48 кг | Золото |
| Панамериканський чемпіонат з боротьби 2013 | Аргентина | жіноча боротьба, до 51 кг | Бронза |
| Панамериканський чемпіонат з боротьби 2016 | Аргентина | жіноча боротьба, до 48 кг | 5      |
| Панамериканський чемпіонат з боротьби 2017 | Аргентина | жіноча боротьба, до 48 кг | Бронза |
| Панамериканський чемпіонат з боротьби 2019 | Аргентина | жіноча боротьба, до 50 кг | Бронза |
| Панамериканський чемпіонат з боротьби 2020 | Аргентина | жіноча боротьба, до 50 кг | 9      |
| Панамериканський чемпіонат з боротьби 2021 | Аргентина | жіноча боротьба, до 50 кг | Бронза |
| Панамериканський чемпіонат з боротьби 2022 | Аргентина | жіноча боротьба, до 50 кг | Бронза |

### Виступи на Панамериканських іграх
| Змагання                  | Збірна    | Вагова категорія          | Місце  |
| ------------------------- | --------- | ------------------------- | ------ |
| Панамериканські ігри 2011 | Аргентина | жіноча боротьба, до 48 кг | Бронза |
| Панамериканські ігри 2019 | Аргентина | жіноча боротьба, до 50 кг | 7      |

### Виступи на чемпіонатах Південної Америки
| Змагання                                    | Збірна    | Вагова категорія          | Місце  |
| ------------------------------------------- | --------- | ------------------------- | ------ |
| Чемпіонат Південної Америки з боротьби 2013 | Аргентина | жіноча боротьба, до 51 кг | Золото |
| Чемпіонат Південної Америки з боротьби 2014 | Аргентина | жіноча боротьба, до 53 кг | Золото |
| Чемпіонат Південної Америки з боротьби 2015 | Аргентина | жіноча боротьба, до 48 кг | Золото |

### Виступи на Південноамериканських іграх
| Змагання                       | Збірна    | Вагова категорія          | Місце  |
| ------------------------------ | --------- | ------------------------- | ------ |
| Південноамериканські ігри 2014 | Аргентина | жіноча боротьба, до 48 кг | Срібло |

### Виступи на інших змаганнях
| Змагання                                                               | Збірна    | Вагова категорія          | Місце  |
| ---------------------------------------------------------------------- | --------- | ------------------------- | ------ |
| Klippan Lady Open 2011                                                 | Аргентина | жіноча боротьба, до 48 кг | 8      |
| Гран-прі Іспанії з боротьби 2011                                       | Аргентина | жіноча боротьба, до 48 кг | Бронза |
| Олімпійський кваліфікаційний турнір з боротьби 2012 (Кіссіммі-Орландо) | Аргентина | жіноча боротьба, до 48 кг | Срібло |
| Гран-прі Німеччини з боротьби 2012                                     | Аргентина | жіноча боротьба, до 51 кг | Золото |
| Турнір міста Сассарі 2012                                              | Аргентина | жіноча боротьба, до 51 кг | Золото |
| Гран-прі Іспанії з боротьби 2012                                       | Аргентина | жіноча боротьба, до 48 кг | 5      |
| Cerro Pelado International 2013                                        | Аргентина | жіноча боротьба, до 51 кг | Бронза |
| Nordhagen Classics 2013                                                | Аргентина | жіноча боротьба, до 51 кг | Срібло |
| Міжнародний меморіал Білла Фаррелла 2014                               | Аргентина | жіноча боротьба, до 48 кг | Бронза |
| Гран-прі Німеччини з боротьби 2015                                     | Аргентина | жіноча боротьба, до 53 кг | 14     |
| Турнір міста Сассарі 2015                                              | Аргентина | жіноча боротьба, до 48 кг | Золото |
| Кубок Бразилії з боротьби 2015                                         | Аргентина | жіноча боротьба, до 48 кг | Золото |
| Турнір Дана Колова — Николи Петрова 2016                               | Аргентина | жіноча боротьба, до 48 кг | Срібло |
| Турнір Яшара Догу 2016                                                 | Аргентина | жіноча боротьба, до 48 кг | 9      |
| Олімпійський кваліфікаційний турнір з боротьби 2016 (Фріско)           | Аргентина | жіноча боротьба, до 48 кг | Срібло |
| Гран-прі Німеччини з боротьби 2016                                     | Аргентина | жіноча боротьба, до 48 кг | Бронза |
| Турнір міста Сассарі 2016                                              | Аргентина | жіноча боротьба, до 48 кг | Золото |
| Flatz Open 2017                                                        | Аргентина | жіноча боротьба, до 53 кг | Золото |
| Klippan Lady Open 2017                                                 | Аргентина | жіноча боротьба, до 48 кг | 12     |
| Гран-прі Німеччини з боротьби 2017                                     | Аргентина | жіноча боротьба, до 48 кг | Бронза |
| Klippan Lady Open 2018                                                 | Аргентина | жіноча боротьба, до 50 кг | 5      |
| Henri Deglane Challenge 2019                                           | Аргентина | жіноча боротьба, до 50 кг | Золото |
| Klippan Lady Open 2019                                                 | Аргентина | жіноча боротьба, до 50 кг | 7      |
| Турнір Дана Колова — Николи Петрова 2019                               | Аргентина | жіноча боротьба, до 50 кг | 13     |
| Олімпійський кваліфікаційний турнір з боротьби 2020 (Оттава)           | Аргентина | жіноча боротьба, до 50 кг | 10     |
| Турнір Маттео Пелліцоне 2021                                           | Аргентина | жіноча боротьба, до 50 кг | 7      |
| Олімпійський кваліфікаційний турнір з боротьби 2020 (Софія)            | Аргентина | жіноча боротьба, до 50 кг | Бронза |
| Турнір Зухаєра Сгайєра 2022                                            | Аргентина | жіноча боротьба, до 50 кг | Бронза |
| Меморіал Іона Корнеану і Ладислава Сімона 2022                         | Аргентина | жіноча боротьба, до 50 кг | 8      |

### Виступи на змаганнях молодших вікових груп
| Змагання                                                 | Збірна    | Вагова категорія          | Місце |
| -------------------------------------------------------- | --------- | ------------------------- | ----- |
| Панамериканський чемпіонат з боротьби серед юніорів 2007 | Аргентина | жіноча боротьба, до 48 кг | 6     |